# Andasibe, Moramanga
Andasibe (tudi Andasibe Gara) je podeželska občina na Madagaskarju. Spada v okrožje Moramanga, ki je del regije Alaotra-Mangoro. Prebivalstvo občine je bilo leta 2006 ocenjeno na približno 13.493.

## Geografija
Mesto leži ob cesti RN 2 na 140 km od Antananariva, 26 km od Moramange in 200 km od Toamasine. Ima železniško postajo na progi Antananarivo – vzhodna obala.
Mesto prečkata reki Sahatandra in Vohitra.

## Gospodarstvo
Bližnji narodni parki ponujajo številna delovna mesta v mestu. Je tudi kraj industrijskega rudarjenja. Šestdeset odstotkov prebivalstva občine so kmetje. Najpomembnejši pridelek je riž, ostali pomembni izdelki pa so koruza, banane in manioka. Industrija in storitve zagotavljajo zaposlitev za 20 % prebivalstva.
V mestu sta na voljo osnovno in nižje srednješolsko izobraževanje.

## Religija
- FJKM - Fiangonan'i Jesoa Kristy eto Madagasikara (Cerkev Jezusa Kristusa na Madagaskarju)[2]
- Rimskokatoliška cerkev